# Scanner (informatica)

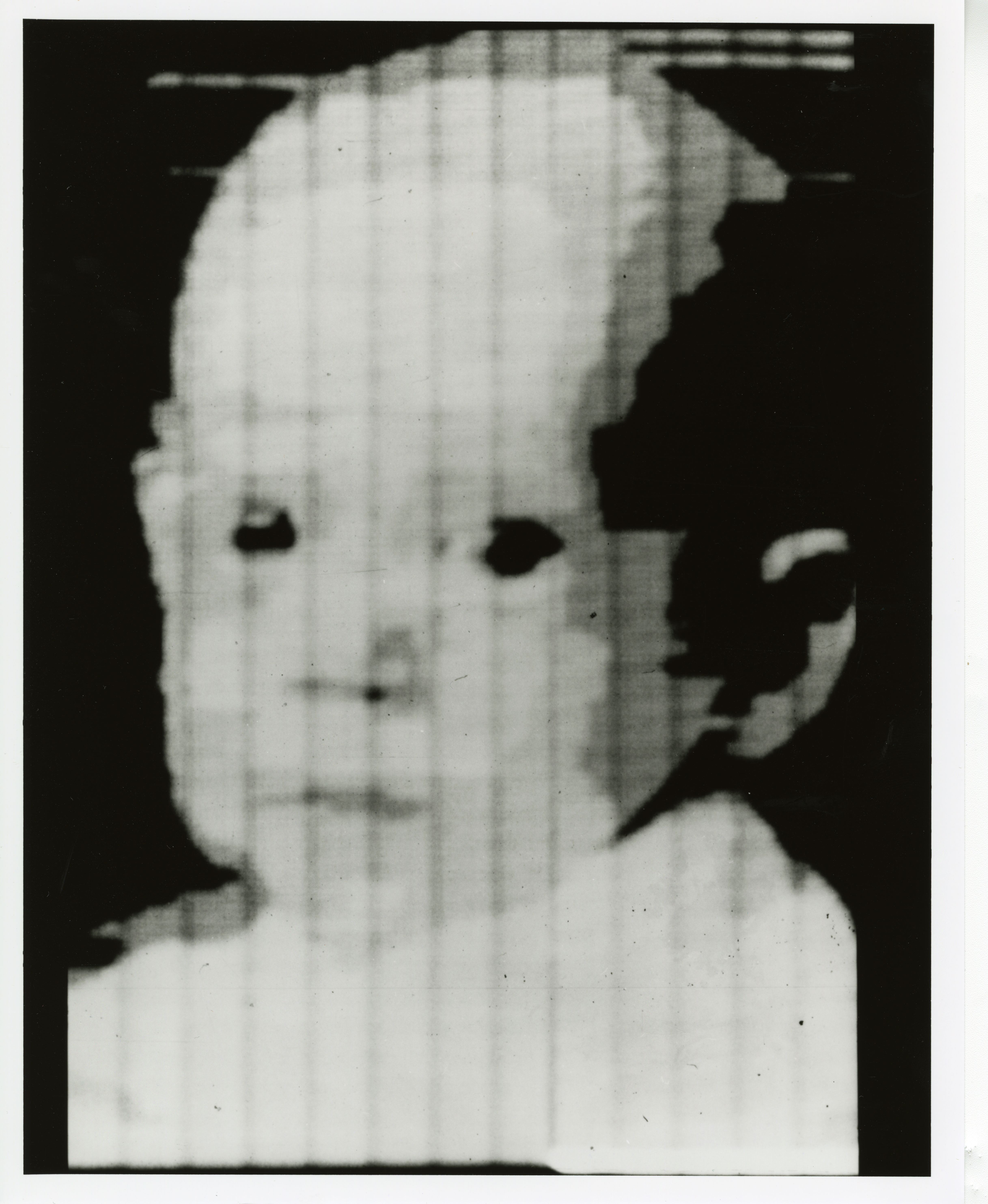
Immagine ottenuta nel 1957 da uno dei primi scanner d'immagini sviluppati.

Lo scanner, in italiano lettore ottico di immagini o fotoacquisitore, è una periferica in grado di acquisire in modalità ottica una superficie analogica (fogli stampati, pagine, fotografie, diapositive), di interpretarla come un insieme di pixel, e quindi di ricostruirne la copia fotografica sotto forma di immagine digitale.

## Terminologia
Il processo e il prodotto dell'acquisizione sono detti fotoacquisizione o scansione, e il verbo fotoacquisire o scandire, che descrive per l'appunto l'azione di rilevare e trasmettere i dettagli dell'immagine scandita. Sia il verbo inglese to scan, dal quale deriva il termine scanner, sia il verbo italiano scandire, hanno la medesima origine nel verbo latino scandere. Sono inoltre diffusi alcuni forestierismi storpiati dal linguaggio tecnico di origine inglese, come scannerizzare o scansionare, meno linguisticamente opportuni., sebbene alcuni studiosi dell'Accademia della Crusca abbiano rilevato che sono quelli più utilizzati in rete.

## Tipi e funzionamento
In pratica, lo scanner svolge una funzione esattamente opposta a quella della stampante e, allo stesso tempo, analoga a quella di una fotocopiatrice con la differenza che la copia, in questo caso, non è su carta ma digitale.
Tale immagine può poi essere modificata mediante appositi programmi di fotoritocco o, nel caso di una scansione di un testo, convertita in un documento di testo mediante riconoscimento ottico dei caratteri.
Dal punto di vista del modo in cui le pagine sono caricate nello scanner, esso può essere:
- Scanner flatbed: può caricare una sola pagina da scansionare, da poggiare un apposito ripiano
- Scanner sheetfed: può caricare diverse pagine, che sono scansionate una dopo l'altra attraverso un alimentatore automatico di documenti (o ADF)
- Scanner portatile: di dimensioni ridotte, possono essere alimentati da batteria o tramite USB; la singola pagina è scansionata manualmente o in automatico

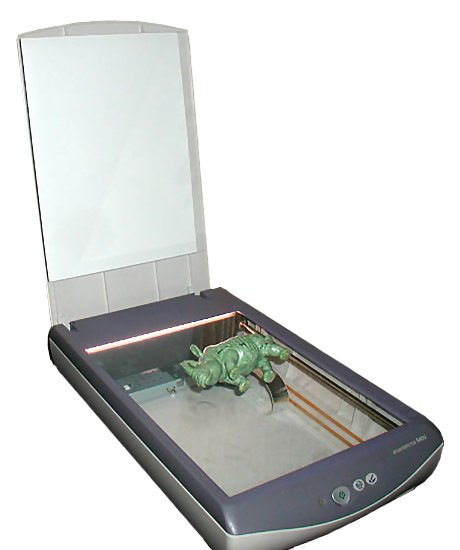
Scanner flatbed
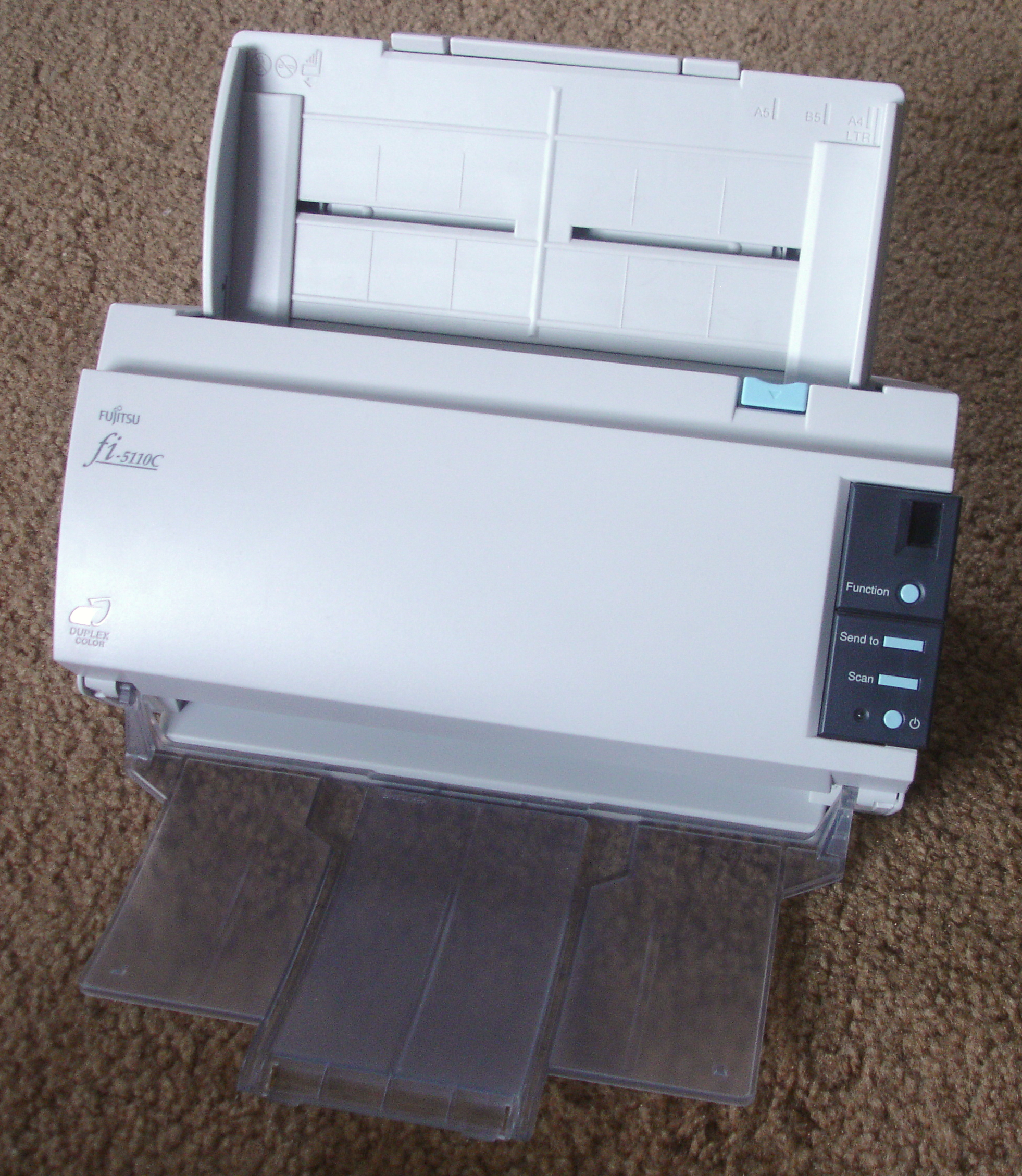
Scanner con ADF fronte-retro
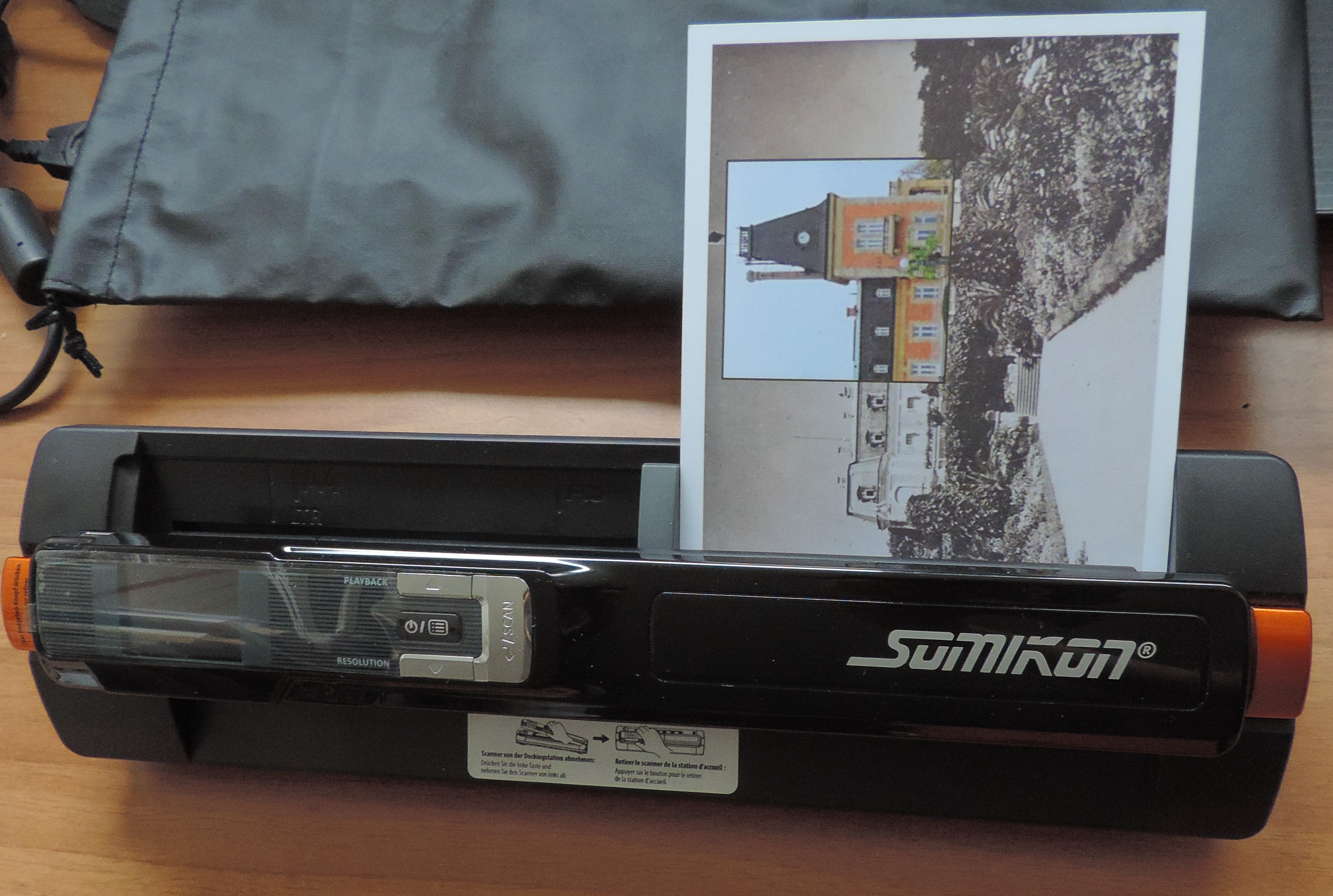
Scanner portatile automatico
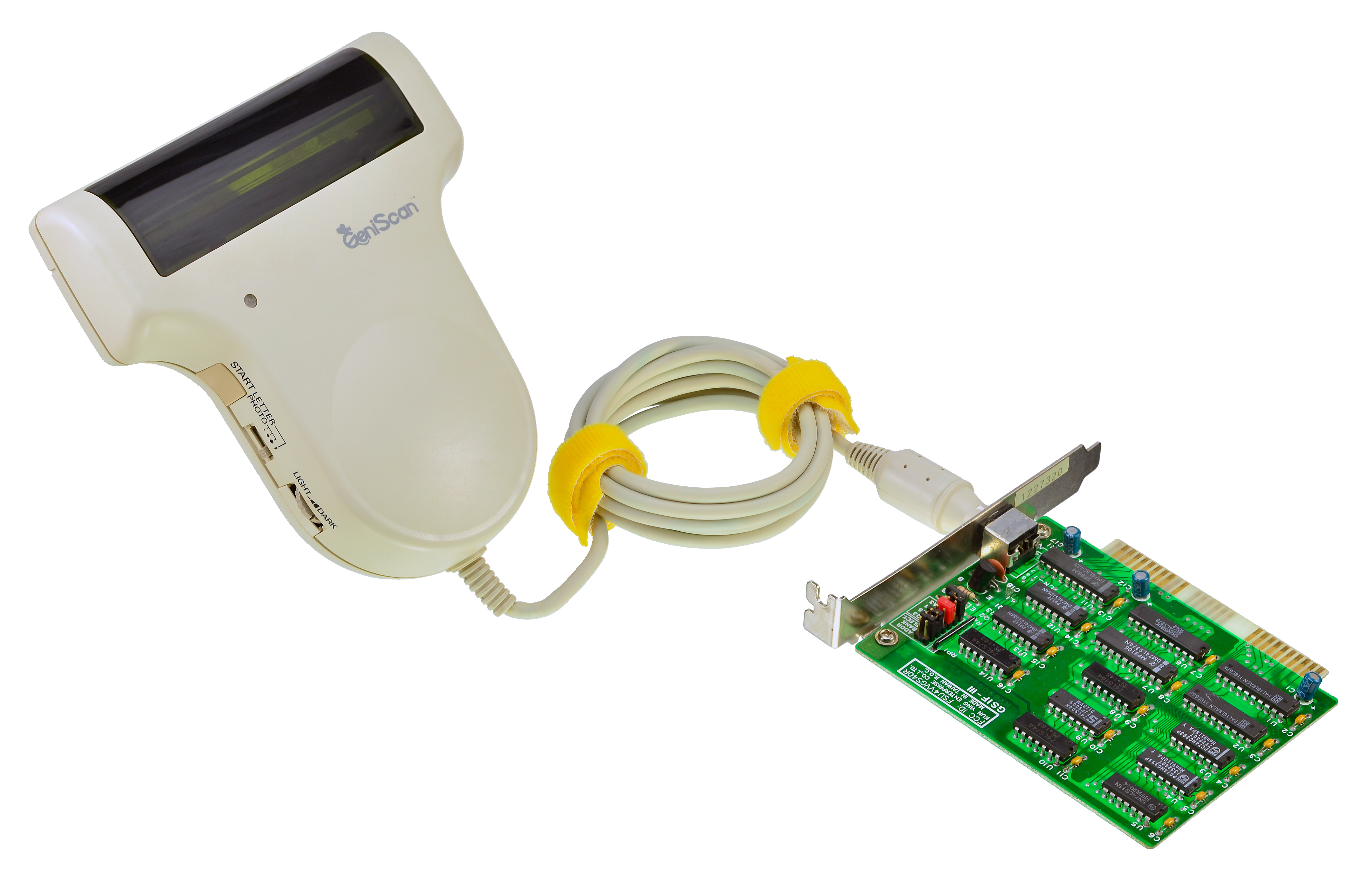
Scanner portatile manuale (1991)
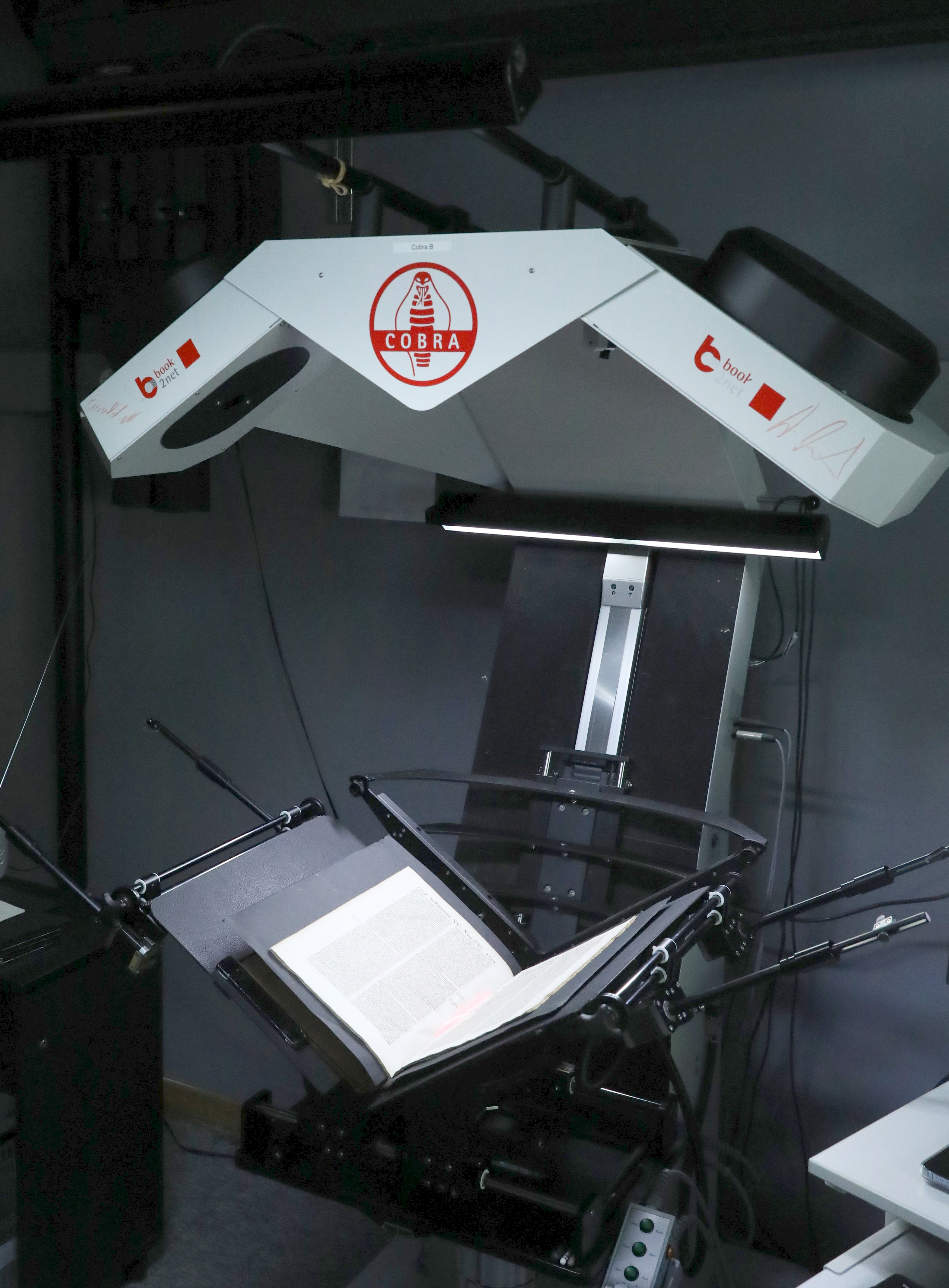
Scanner per libri

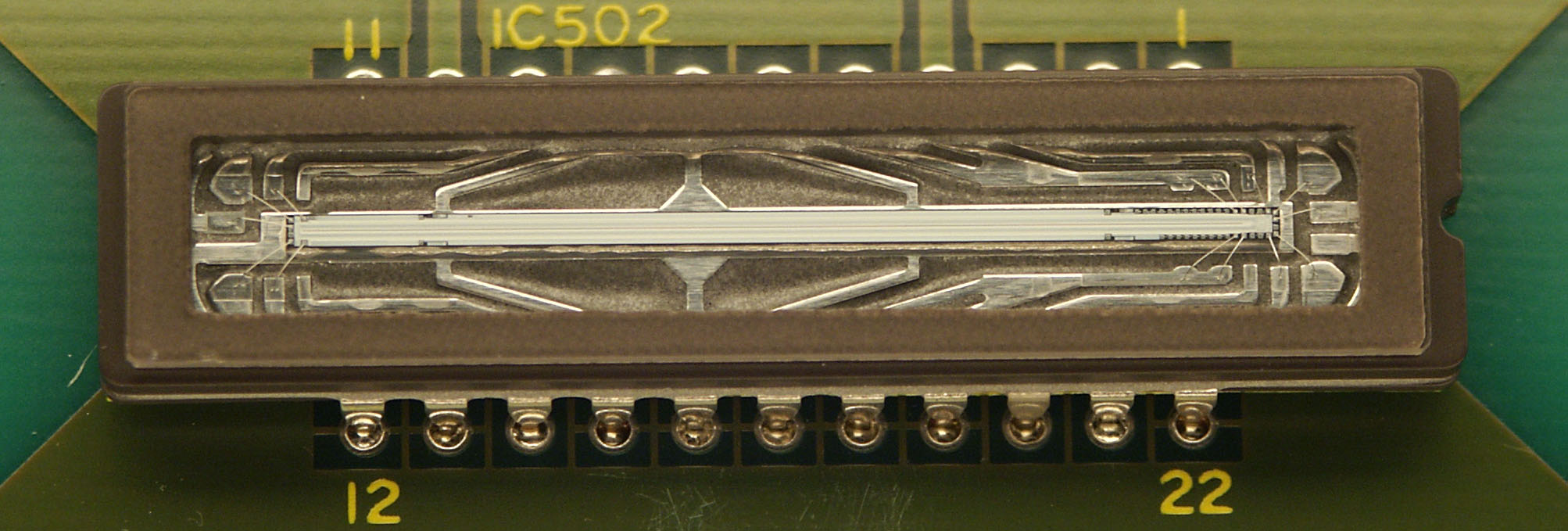
Sensore CCD di uno scanner

Per digitalizzare un oggetto, gli scanner utilizzano un sensore ottico (un occhio, in senso figurativo) sensibile alla luce. Generalmente, vengono adottati due tipi di sensori:
- CCD (charged-coupled devices), costituito da una matrice lineare o quadrata di fotodiodi;
- PMT (photomultiplier tubes), costituito da tre fotomoltiplicatori sensibili alle luci rossa, verde e blu (RGB).

Inoltre, il sensore è sempre accoppiato ad un convertitore analogico-digitale dedicato a trasformare l'informazione acquisita in dato digitale.

### Scanner di tipo CCD
Il sensore ottico di tipo CCD è adottato principalmente dagli scanner a letto piano, da quelli alimentati a foglio, dai modelli manuali e da quelli per le diapositive.
Un CCD è un elemento elettronico composto da minuscoli sensori che genera una differenza elettrica analogica proporzionale all'intensità di luce che lo colpisce. Negli scansionatori a letto piano, i sensori sono disposti su una matrice lineare (che richiede tre passaggi di rilevazione, uno per ciascuno dei tre colori RGB della luce) o su tre matrici lineari su un chip (che permettono la scansione a un solo passaggio).
Durante la scansione dell'immagine, una luce bianca viene proiettata verso l'oggetto da digitalizzare e la matrice:
- riceve il riflesso della luce;
- campiona l'intera larghezza dell'oggetto;
- la registra come una linea completa;
- rileva le differenze di tensione (rappresentate dai vari livelli di luce analogici);
- le invia ai convertitori A/D, che le trasformano in dati binari.

Questo processo richiede solo una frazione di secondo e viene eseguito per tutta la lunghezza dell'oggetto (per questo motivo, il sensore ottico viene spostato da un meccanismo di trascinamento interno allo scansionatore).
La qualità del risultato finale dipende da tre fattori principali:
- qualità dei componenti elettronici di acquisizione (che influenza anche il costo dell'apparecchio);
- gamma e profondità dei colori riconoscibili (gamma dinamica e gamma di densità);
- risoluzione reale di scansione.

### Scanner di tipo PMT
Il sistema di scansione con tubi fotomoltiplicatori PMT (photomultipliers tubes) è adottato dagli scanner a tamburo.
Nonostante la tecnologia sia più datata rispetto a quella dei CCD e abbia costi di manutenzione più elevati, i fotomoltiplicatori hanno ottime caratteristiche di qualità e affidabilità e, spesso, la qualità dell'immagine acquisita è superiore a quella fornita dagli altri tipi di scanner.
Generalmente, negli scanner a tamburo sono presenti tre fotomoltiplicatori: uno per il rosso, uno per il verde e uno per il blu. La sorgente luminosa emessa è una luce alogena al tungsteno, il cui fascio viene concentrato con lenti e fibre ottiche in modo da illuminare una porzione molto piccola dell'oggetto.
La luce riflessa dall'oggetto viene raccolta da piccoli specchi semitrasparenti, inclinati, che rimandano una piccola quantità di luce ad altri specchi. Quindi, la luce passa attraverso un appropriato filtro colorato e diretto al corrispondente fotomoltiplicatore, dove avviene il processo di amplificazione ottica. Gli elettroni emessi quando la luce colpisce il catodo del fotomoltiplicatore viaggiano attraverso strati di dinodi, che a loro volta emettono ulteriori elettroni, amplificandoli fino al punto che la luce può essere convertita in segnali elettrici. L'anodo del fotomoltiplicatore misura le variazioni di questi segnali, che vanno ai convertitori A/D per essere registrati in segnali digitali.
Rispetto a un sistema CCD di medio livello, la tecnologia dei fotomoltiplicatori consente di catturare tonalità ad alta definizione più fedeli e precise. Infatti, gli scansionatori CCD più diffusi in commercio sono, generalmente, inferiori agli scansionatori a tamburo in termini di qualità dell'immagine. Tuttavia, alcuni esperti assicurano che, grazie ai continui miglioramenti della tecnologia CCD e dei convertitori A/D, gli scansionatori di fascia alta possono riprodurre le immagini con una fedeltà molto simile a quelli a tamburo.

## Utilizzi
Gli scanner sono strumenti fondamentali per una corretta gestione elettronica dei documenti (GED).
Esistono scanner in grado di elaborare anche centinaia di pagine al minuto, richiamando automaticamente le pagine da un apposito contenitore, così come avviene usualmente per una stampante.
Si sta diffondendo, fra i professionisti, l'utilizzo di scanner portatili o scanner a tutta pagina, con o senza fili, delle dimensioni di una penna, a colori o monocromatici.
In ambito forense (avvocati, notai) lo strumento è utilizzato per acquisire fuori dall'ufficio documenti d'interesse professionale (verbali d'udienza, sentenze) senza necessità di code agli sportelli e senza pagamento di diritti di copia.